# Jimmy Wilde
Jimmy Wilde (Pentwyn Deintyr, 15 maggio 1892 – 10 marzo 1969) è stato un pugile britannico, nato nel Galles.

## La carriera
Figlio di un minatore e da ragazzo minatore egli stesso, iniziò ad esibirsi intorno al 1908, a 16 anni, in incontri che avevano per spettatori gli stessi minatori della località gallese in cui era nato.
Il suo primo incontro registrato risale al 26 dicembre del 1910, ma è certo che in quasi tre anni di attività avesse già accumulato una discreta esperienza, grazie alla quale si sarebbe dimostrato, in breve, uno dei più forti pugili ad essere mai saliti su di un ring.
Conseguì una striscia iniziale di 104 combattimenti tutti vinti, con 10 pari, una delle serie più lunghe della storia del pugilato. Il 16 novembre 1914, conquistò il titolo europeo dei pesi mosca, battendo ai punti Joe Symonds, in quindici riprese. Perse il titolo nemmeno due mesi dopo per knock-out tecnico al 17º round da Tancy Lee.
Il 24 aprile 1916, a Liverpool, conquistò la cintura mondiale dei pesi mosca, battendo Johnny Rosner per KO all'11º round nel primo match ufficialmente valido per il titolo mondiale della categoria. Il 16 giugno dello stesso anno si riprese il titolo europeo sconfiggendo Tancy Lee per KO all'undicesima di venti riprese, in un match in cui aveva messo in palio anche la cintura mondiale.
La sua carriera fu sospesa dall'aprile 1917 a quello dell'anno seguente a causa dell'arruolamento nell'esercito britannico, impegnato nella prima guerra mondiale.
Tra gli altri forti pesi mosca della propria epoca incontrò anche lo statunitense Joe Lynch, nel 1918 e nel 1919, battendolo ai punti in entrambe le occasioni. Lynch sarebbe diventato campione mondiale dei pesi gallo di lì a breve, nel 1921.
Ormai al vertice nel pugilato, dopo 5 anni di dominio incontrastato della propria categoria, il 24 maggio 1920, a Toronto, Wilde disputò quello che potrebbe essere considerato l'ultimo incontro della sua vera carriera, battendo l'italo-americano Patsy Wallace. Al match era presente un nutrito pubblico, per un incontro di pugilato nel Canada di allora, di 11.000 spettatori.
Wilde rientrò in due sole e malaugurate occasioni, nel 1921 e nel 1923, incontrando altri due tra i più quotati pugili. Nella prima fu sconfitto a Londra, per KOT al 17º round, dall'italo-americano Pete Herman, campione del mondo dei pesi gallo, in un incontro non valido per il titolo. In condizioni lontane da quelle degli anni migliori, il 18 giugno 1923, al Polo Grounds di New York, Wilde fu invece sconfitto per KO al 7º round dal pugile filippino Pancho Villa, e interruppe definitivamente la propria carriera.
La International Boxing Hall of Fame lo ha ammesso fra i più grandi pugili di ogni tempo. Nel 1975 e nel 1994 la rivista Ring Magazine lo ha considerato il miglior peso mosca della storia del pugilato.

## Caratteristiche tecniche
Il contrasto tra la piccola statura, l'apparenza fragile, il pallore cadaverico e la potenza dei pugni, accompagnata dall'energia della sua azione sul ring, ispirarono vari soprannomi con cui veniva comunemente indicato: "The Mighty Atom" (l'atomo potente), oppure "The Ghost with a hammer in his hand" (lo spettro col martello in mano), o ancora "The Indian Famine" (la fame indiana) e "The Furious Freak" (lo stravagante furibondo).

## Vita dopo la boxe
Wilde seppe risparmiare i guadagni accumulati durante la carriera pugilistica e visse senza problemi economici fino all'età di 76 anni.